# Sede ACI (Firenze)

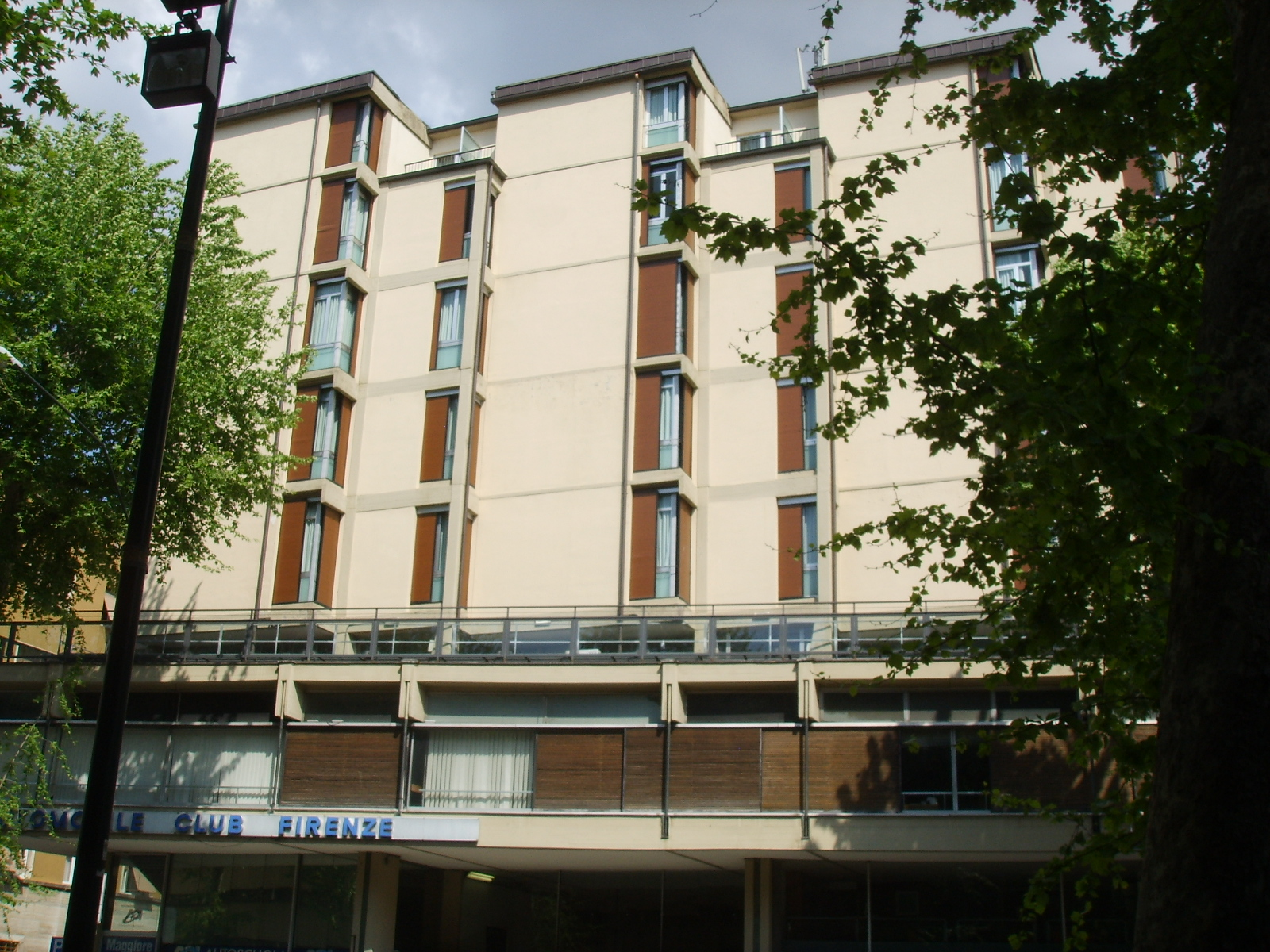
Sede Aci, Firenze

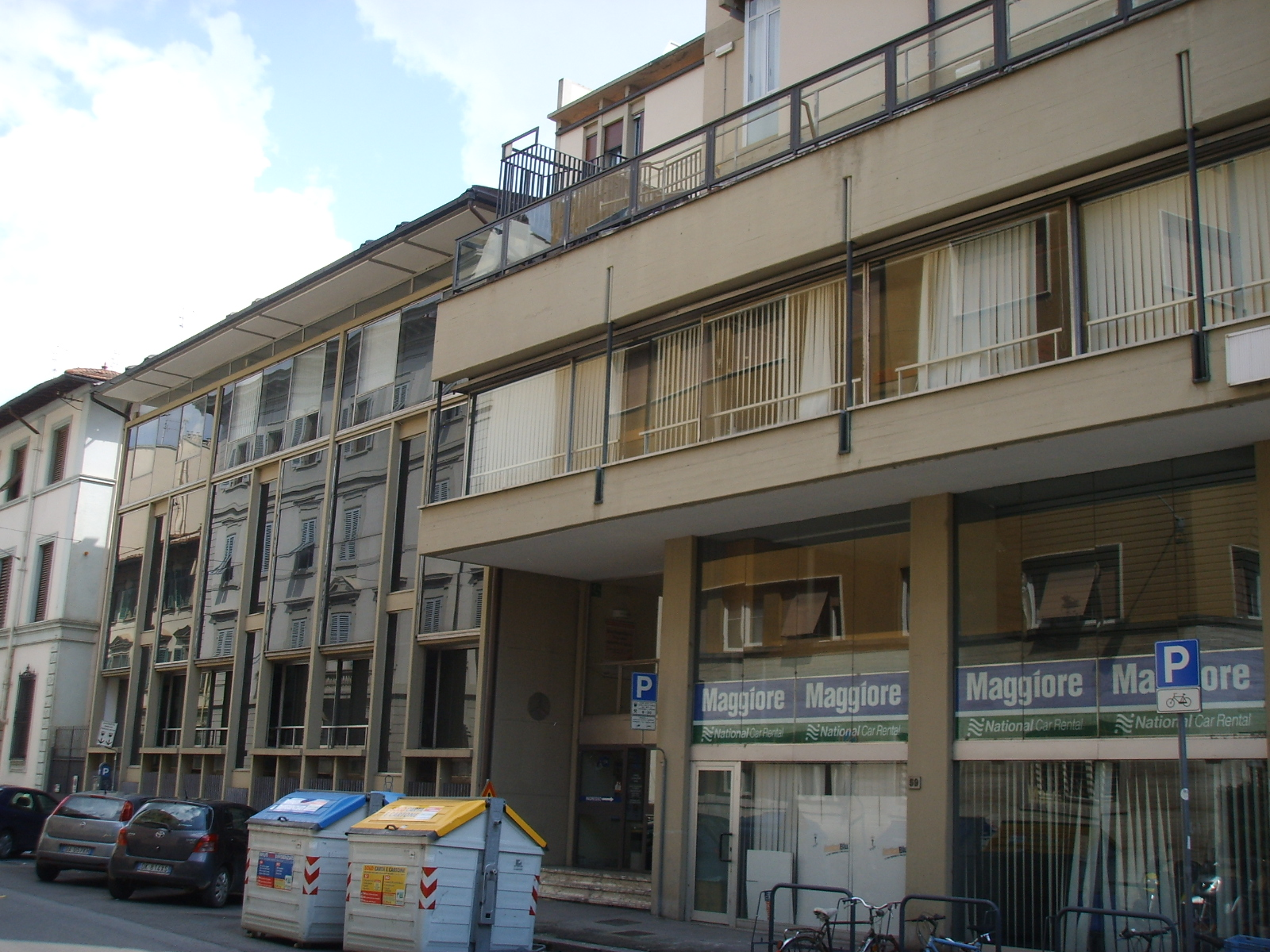
Sede Aci, Firenze

La Sede ACI di Firenze si trova in viale Giovanni Amendola 36, angolo via Giotto 57-59-61.

## Storia
La nuova sede fiorentina venne realizzata da vari architetti: Emilio Brizzi, Domenico Cardini, Giorgio Giuseppe Gori e Rodolfo Raspollini. Il progetto, commissionato dall'Automobile Club d'Italia nel 1958, ebbe vita non facile sin dalla prima stesura che, già dotata delle approvazioni, fu rivista una prima volta per realizzare una maggiore superficie da destinare all'albergo. Una seconda versione non venne però accettata dalla Sovrintendenza ai monumenti a causa della copertura a mansarda, ritenuta non idonea al contesto, oltre che per aver superato eccessivamente il volume e la superficie precedentemente consentiti.
La soluzione finale, anch'essa stesa in tempi molto ristretti a giudicare dalla cronologia dell'opera, prevedeva infine coperture tradizionali, il rientro della superficie nei limiti originari, ma un'altezza maggiore, onde poter comunque realizzare la cubatura richiesta dal committente.
Così già nell'aprile 1959 iniziarono i lavori e appena due anni dopo, nell'aprile 1961, l'ing. Borracci, presidente dell'Aci, poteva "orgogliosamente" - come riportato nelle cronache cittadine dell'epoca - presentare alla città il nuovo complesso.
L'edificio è stato oggetto di vari lavori di adeguamento e restauro nel 1988, con particolare riferimento all'area occupata dall'albergo (B&B Hotel Capitoli).
In corrispondenza del numero civico 36 è un traguardo che indica il livello raggiunto dalle acque durante l'alluvione del 4 novembre 1966.

## Descrizione
L'attenzione al contesto è evidenziata dalla impostazione volumetrica dell'edificio in base alla quale i settori residenziali si affacciano verso l'interno, sulla corte aperta costituita dalla piastra di base o sul giardino laterale.
Lungo la strada a maggiore velocità di scorrimento si alza la "cortina" chiusa dei corpi alti e ove si trovano gli accessi pubblici. In basso, la prevalenza delle schermature a vetro inverte il rapporto di interazione tra spazi interni ed esterni alludendo alla totale accessibilità all'uso pubblico dell'edificio.
Il rapporto con il vicino centro storico della città viene recuperato come fruizione visiva. Al livello dell'ultimo piano dell'albergo, le terrazze consentono un ampio affaccio e il collegamento diretto con le emergenze architettoniche.
L'impianto volumetrico dell'edificio denuncia l'impostazione di chiara matrice razionalista del progetto: due alti corpi a "L", che ospitano l'albergo, spiccano su una piastra di base a copertura piana destinata agli uffici. La piastra copre il vasto salone centrale a doppio volume intorno al quale si distribuisce tutto l'organismo, al livello inferiore, ovvero a quota -2,40 ml, si trova il salone per il versamento tributi; a quello superiore, a quota +1,90 ml, si trovano gli uffici del Pubblico registro automobilistico.
Alla quota +5,80 ml, lungo il fronte principale e all'interno si trova la sede degli uffici e della rivista "Aci", mentre affacciati sul doppio volume centrale sono altri uffici che ospitano un'azienda assicurativa.
Il piano superiore è l'ultimo riservato agli uffici. A partire da questo si elevano i quattro piani dell'albergo, con una tradizionale distribuzione a pettine.
Le destinazioni d'uso interne sono espresse coerentemente all'esterno da prospetti, unificati formalmente dall'uso del reticolo ritmico-strutturale.
Ampi campi ciechi - delimitati e segnati dalle lunghe fasce verticali delle aperture - identificano le stanze dell'albergo. L'andamento orizzontale caratterizza, pur con identica logica espressiva, il corpo basso di base.
La complessità dell'organizzazione funzionale è connotata da una spazialità fluida e dinamica. Grazie al particolare sistema strutturale si realizza la compenetrazione degli spazi interni di uso collettivo e gli ambienti dell'albergo scavalcano, affiancano o sottopassano di volta in volta la grande hall centrale o le riservate sale del club. L'uso delle sole strutture con funzione di delimitazione spaziale determina condizioni di trasparenza e unitarietà visiva ai piani bassi dove si appoggiano i grossi cavalletti che portano i due corpi alti. Ne deriva una intensa espressività costruttiva che sottolinea le due differenti situazioni: una normale maglia strutturale a pilastri e travi ai piani superiori e, nel corpo inferiore, sottili tiranti che portano appesi all'"albero" centrale i piani sfalsati.
I materiali presenti all'interno sono il ferro, il legno e un diffuso uso del cristallo, trattati con lo stesso atteggiamento progettuale generale, in completa continuità di scala e coerenza formale.

## Fortuna critica
Il risultato fu accolto con grande interesse sia dalla critica sia dalla cittadinanza in genere, che vedeva nell'operazione un primo risultato concreto di una politica di decentramento degli edifici pubblici e di alleggerimento funzionale del centro storico. Per quanto riguarda la qualità architettonica, anche al di fuori dell'ambito locale, l'edificio fu valutato come una delle più significative realizzazioni degli anni cinquanta, ricevendo il premio In/Arch 1962.
La complessa articolazione spaziale determinata dall'accurata ricerca tipologica, il riuscito connubio tra chiarezza strutturale e attenzione formale in un risultato di alta qualità spaziale hanno fatto collocare questa realizzazione tra le più significative dell'architettura razionalista degli anni '50 a Firenze. La sua costruzione viene registrata nelle riviste di settore con un discreto interesse che andò anche oltre l'ambito strettamente locale.
L'edificio è segnalato nel repertorio di Aleardi e Marcetti tra le opere considerate 'eccellenze' tra quelle selezionate dalla ricerca.